# Argulus
Argulus (Müller, 1785) è un genere di crostacei marini e d'acqua dolce. I membri del genere sono ectoparassiti dei pesci. Argulus è l'unico genere della famiglia Argulidae, del'ordine Arguloida e della sottoclasse Branchiura.

## Tassonomia
Il genere comprende le seguenti specie:
- Argulus alexandrensis Wilson C.B., 1923
- Argulus alosae Gould, 1841
- Argulus arcassonensis Cuénot, 1912
- Argulus australiensis Byrnes, 1985
- Argulus belones Kampen, 1909
- Argulus bicolor Bere, 1936
- Argulus borealis Wilson C.B., 1912
- Argulus caecus Wilson C.B., 1922
- Argulus catostomi Dana & Herrick, 1837
- Argulus chesapeakensis Cressey, 1971
- Argulus chilensis Martinez, 1952
- Argulus dactylopteri Thorell, 1865
- Argulus diversicolor Byrnes, 1985
- Argulus floridensis Meehan, 1940
- Argulus foliaceus (Linnaeus, 1758)
- Argulus funduli Krøyer, 1863
- Argulus fuscus Bere, 1936
- Argulus giordanii Brian, 1959
- Argulus ichesi Bouvier, 1910
- Argulus intectus Wilson C.B., 1944
- Argulus izintwala Van As J.G. & Van As L.L., 2001
- Argulus kosus Avenant-Oldewage, 1994
- Argulus kusafugu Yamaguti & Yamasu, 1959
- Argulus laticauda Smith S.I., 1874
- Argulus macropterus Heegaard, 1962
- Argulus mangalorensis Natarajan, 1982
- Argulus matuii Sikama, 1938
- Argulus megalops Smith S.I., 1874
- Argulus melanostictus Wilson C.B., 1935
- Argulus melita Beneden, 1891
- Argulus mugili Wang K.N., 1961
- Argulus multipocula Barnard, 1955
- Argulus nativus Kirtisinghe, 1959
- Argulus niger Wilson C.B., 1902
- Argulus onodai Tokioka, 1936
- Argulus piperatus Wilson C.B., 1920
- Argulus pugettensis Dana, 1852-1853
- Argulus quadristriatus Devaraj & Ameer Hamsa, 1977
- Argulus rotundus Wilson C.B., 1944
- Argulus scutiformis Thiele, 1900
- Argulus stizostethii Kellicott, 1880
- Argulus trachynoti Brian, 1927
- Argulus varians Bere, 1936
- Argulus vittatus (Rafinesque, 1814)
- Argulus yucatanus Poly, 2005